# Ławryszewo
Ławryszewo, Ławryszew (biał. Лаўрышава) – wieś na Białorusi, w rejonie nowogródzkim obwodu grodzieńskiego, w sielsowiecie Szczorse.
Znajduje się tu parafialna cerkiew prawosławna pw. Zaśnięcia Matki Bożej.